# Зотовці
Зо́товці (рос. Зотовцы) — присілок у складі Шабалінського району Кіровської області, Росія. Входить до складу Гостовського сільського поселення.
Населення становить 10 осіб (2010, 18 у 2002).
Національний склад станом на 2002 рік — росіяни 100 %.